# Thupten Lobsang Lhundup
Thupten Lobsang Lhundup (tibétain : ཐུབ་བསྟན་བློ་བཟང་ལྷུན་གྲུབ, Wylie : thub bstan blo bzang lhun grub), de son nom de plume Dhi Lhaden (tibétain : གྲྭ་ལྷ་ལྡན, Wylie : grwa lha ldan) né en 1980 dans le village de Dida à Baima, Golok,au Tibet oriental est un écrivain et prisonnier politique tibétain. 

## Biographie
Dhi Lhaden est né en 1980 au village de Dida dans le comté de Pema, dans la préfecture autonome tibétaine de Golog.  À l'âge de onze ans, il devient moine novice dans un monastère de la région de Golok et rejoint quatre ans plus tard l'Institut bouddhiste de Larung Gar le comté de Serta de préfecture autonome tibétaine de Kardzé. A 28 ans, il se rend au Tibet central pour étudier aux monastères de Drépung et de Séra de Lhassa.
Selon Radio Free Asia, Lhaden a été arrêté à Chengdu et mis centre de détention en juin 2019. À l'époque, il travaillait dans un centre d'enseignement culturel privé. Les membres de sa famille n'ont pas été autorisés à lui rendre visite.
Deux ans après sa détention au secret, en octobre 2021, sa condamnation à quatre ans de prison au Tibet pour « trouble à l'ordre social » a été divulguée par le TCHRD qui a appelé les autorités chinoises à donner des informations sur son sort et à garantir son « intégrité physique et psychologique » et à le libérer
Son premier livre Tsesog Gi Tunpai Keycha ou Testaments de vie et de mort, comprenant une série d'essais et de poèmes sur les violentes répressions contre les Tibétains manifestant au Tibet en 2008, publié au Tibet a été réimprimé en 2011 par le Centre tibétain pour les droits de l'homme et la démocratie (TCHRD) basé à Dharamsala pour marquer le troisième anniversaire du soulèvement de 2008 au Tibet et la seizième session du Conseil des droits de l'homme des Nations unies à Genève en Suisse.
Son second livre, Tungol Trimtuk ou The Art of Passive Resistance, qui explore des thèmes tels que l'état de droit, la liberté et la non-violence, et évoquant des personnalités connues pour leur résistance pacifique comme le 14e dalaï-lama, Gandhi, Martin Luther King, et George Washington, a été publié et distribué également par le TCHRD en 2015.
Un  communiqué d'un groupe de six experts de l'ONU envoyé en Chine en février 2022 et publié en avril de la même année a exhorté Xi Jinping à clarifier le lieu et l'état de Thupten Lobsang Lhundup et de deux autres Tibétains, Rinchen Kyi et Lhundrup Drakpa, tous trois arrêtés et dont le sort reste inconnu.
Dhi Lhaden est libéré de prison  après avoir purgé quatre ans de prison.